# Jessica Parra
Jessica Marcela Parra Rojas, née le 10 août 1995 à Bogota, est une coureuse cycliste colombienne. Championne du monde juniors de scratch en 2013, elle a notamment été médaillée d'or de la course aux points et de la poursuite par équipes aux Jeux bolivariens de 2017.

## Repères biographiques
Après avoir travaillé en 2018 pour ses leaders dans la formation Servetto-Stradalli-Alurecycling, Jessica Parra annonce ne pas continuer avec cette équipe. Mi-décembre, elle trouve néanmoins un point de chute dans la formation CONADE-Specialized-Visit México pour la saison suivante.

## Palmarès sur piste

### Championnats du monde
- 2013
  -  Championne du monde du scratch juniors
- Cali 2014
  - 9e de la poursuite par équipes

### Coupe des nations
- 2021
  - 3e de la poursuite par équipes à Cali

### Jeux panaméricains
- Lima 2019
  -  Médaillée de bronze de la poursuite par équipes

### Championnats panaméricains
- Aguascalientes 2018
  - Quatrième de la course à l'américaine (avec Milena Salcedo)[2].

- Cochabamba 2019
  - Huitième de la course scratch[3].

- Lima 2021
  -  Médaillée d'or de la poursuite par équipes.
  -  Médaillée d'argent de la course à l'américaine.
  -  Médaillée de bronze de la poursuite individuelle.

### Jeux sud-américains
- Cochabamba 2018
  -  Médaillée d'or de la poursuite par équipes
  -  Médaillée d'or de la course à l'américaine

### Jeux d'Amérique centrale et des Caraïbes
- Veracruz 2014
  -  Médaillée de bronze de la poursuite par équipes
- Barranquilla 2018
  -  Médaillée d'argent de la poursuite par équipes
  -  Médaillée de bronze de l'américaine

### Jeux bolivariens
- Santa Marta 2017
  -  Médaillée d'or de la course aux points
  -  Médaillée d'or de la poursuite par équipes
  -  Médaillée d'argent de la poursuite

### Championnats nationaux
- Medellín 2013
  -  Médaillée d'or de la poursuite individuelle
  -  Médaillée d'or de la poursuite par équipes
- Medellín 2014
  -  Médaillée d'or du scratch
- Cali 2015
  -  Médaillée d'or de la poursuite par équipes
- Medellín 2016
  -  Médaillée d'or de la poursuite par équipes (avec Camila Valbuena, Tatiana Dueñas et Milena Salcedo)[4].
- Cali 2017
  -  Médaillée d'or de la poursuite par équipes (avec Milena Salcedo, Tatiana Dueñas et Camila Valbuena)[5].
  -  Médaillée d'or de la course à l'américaine (avec Milena Salcedo)[6].
  -  Médaillée d'argent de la poursuite individuelle[7].
- Cali 2018
  -  Médaillée d'or de la poursuite individuelle[8].
  -  Médaillée d'or de la poursuite par équipes (avec Mabel Rojas, Tatiana Dueñas et Milena Salcedo)[9].
  -  Médaillée d'or de la course à l'américaine (avec Milena Salcedo)[10].
- Cali 2019
  -  Médaillée d'or de la course à l'américaine (avec Mabel Rojas)[11].
  -  Médaillée d'argent de la poursuite individuelle[12].
- Juegos Nacionales Cali 2019
  -  Médaillée d'or de la poursuite par équipes des XXI Juegos Deportivos Nacionales (avec Camila Valbuena, Milena Salcedo et Mabel Rojas)[13].
  -  Médaillée de bronze de la poursuite individuelle des XXI Juegos Deportivos Nacionales[14].
  -  Médaillée de bronze de la course aux points des XXI Juegos Deportivos Nacionales[15].
- Cali 2021
  -  Médaillée d'or de la poursuite individuelle[16].
  -  Médaillée de bronze de la poursuite par équipes (avec Jennifer Sánchez, Karol Muñoz et Laura García)[17].
  -  Médaillée de bronze de la course à l'américaine (avec Laura García)[18].

## Palmarès sur route

### Par années
- 2012
  -  Championne panaméricaine du contre-la-montre juniors
  - 3e du championnat de Colombie sur route juniors
  - 3e du championnat de Colombie du contre-la-montre juniors
- 2013
  - Championne de Colombie du contre-la-montre juniors
  -  Médaillée d'argent du contre-la-montre juniors aux championnats panaméricains
  -  Médaillée de bronze de la course sur route juniors aux championnats panaméricains
- 2017
  -  Championne de Colombie du contre-la-montre espoirs
  -  Médaillée de bronze du contre-la-montre espoirs aux championnats panaméricains
  - 3e de la Vuelta a Boyacá
- 2018
  - 2e de la Vuelta al Tolima
- 2025
  - Tour du Guatemala

### Classements mondiaux
| Année                                 | 2018 | 2019 | 2020 | 2021 |
| ------------------------------------- | ---- | ---- | ---- | ---- |
| Classement UCI                        | 695e | 311e | nc   | 758e |
|                                       |      |      |      |      |
| Légende : nc = non classéSource : UCI |      |      |      |      |